# لوسي أتكينز
لوسي أتكينز (بالإنجليزية: Lucy Atkins)‏ هي كاتِبة وصحفية بريطانية، ولدت في 1968.